# Club Atlético Zamora
El Club Atlético Zamora fue un club de fútbol venezolano de la ciudad de Barinas fundado en 1974 y desaparecido en 1999.

## Historia

### Antecedentes
En 1972 Lindolfo Villafañe formó el equipo Pantera Hípicas el cual hizo fama y alcanzó los sitiales que equipo alguno haya logrado en Barinas, tanto así que de allí surgió la idea de ingresar al Torneo Profesional, y el mismo Villafañe contrata a 2 jóvenes futbolistas, profesionalmente egresados de la Universidad para que le ayudaran en esa empresa. 
El ingeniero barinés Jesús Humberto Mazzei y el odontólogo margariteño Julio Figueroa, quienes aceptaron con beneplácito el llamado de Lindolfo, Secretario General de Gobierno para la época y, de inmediato se dieron a la tarea de reclutar jugadores y gente de poder económico y político, que le dieran el respaldo para lograr ese equipo que se llamó Atlético Zamora. 

### Fundación
El 2 de febrero de 1974 nace oficialmente el Zamora. Su primera Junta Directiva estuvo integrada por Rafael Rosales Peña como Presidente, Diputado al Congreso para ese entonces, Giovanni Rizzeto, Humberto Mazzei, Antonio Marinelli, Carlos Ferro, Julio Figueroa y Lindolfo Villafañe. 
En 1974 Barinas lucha para lograr incluir al Atlético Zamora ante la Federación Venezolana de Fútbol, aunque al final la Universidad de Los Andes Fútbol Club consigue la entrada al campeonato. Fueron muy curvos los caminos por los que transitaron los dirigentes para lograr en definitiva incorporar al Atlético Zamora ante la FVF, pero al final se hizo realidad, luego de que un grupo de varios de dirigentes de la región adquirió la franquicia en Segunda División de Venezuela proveniente de San Cristóbal y así fundaron el Club Atlético San Cristóbal.
Disputaron la Primera División de Venezuela desde 1977 hasta 1999. En 21 temporadas disputaron 534 partidos, ganando 159, empatando 180 y perdiendo 195.

## Palmarés

### Torneos nacionales
- Copa Venezuela (1): 1980.

### Torneos internacionales
- Copa Almirante Brion (2): 1981 y 1984.

- Datos: Q48783261